# Bougnimont
Bougnimont is een dorpje in de Belgische provincie Luxemburg. Bougnimont ligt in Freux, een deelgemeente van Libramont-Chevigny. Het dorpje ligt drie kilometer ten zuidoosten van het centrum van Freux.

## Geschiedenis
Bij de oprichting van de gemeenten werd Bougnimont een zelfstandige gemeente, maar deze werd in 1823 weer opgeheven en bij Freux gevoegd.

## Bezienswaardigheden
- De Chapelle Saint-Monon uit de 18e eeuw. Sinds 1845 is Bougnimont een kapelanij van de parochie Freux.

Deelgemeenten: Bras · Freux · Libramont · Moircy · Recogne · Remagne · Sainte-Marie-Chevigny · Saint-Pierre

Overige dorpen en gehuchten: Bernimont · Bonnerue · Bougnimont · Chenet · Flohimont · Jenneville · Lamouline · Laneuville · Neuvillers · Nimbermont · Ourt · Presseux · Renaumont · Rondu · Sberchamps · Séviscourt · Wideumont

Belgische gemeenten · Arrondissement Neufchâteau · Luxemburg · Wallonië